# Campeonato Chileno de Futebol de 2023 – Segunda Divisão
A Segunda Divisão do Campeonato Chileno de Futebol de 2023, também conhecida como Campeonato Ascenso Betsson de 2023 por conta do patrocínio, é a 74.ª edição da Primera B, competição masculina equivalente à segunda divisão do futebol chileno.

## Visão geral

### Organização e patrocínio
A competição é organizada e dirigida pela Associação Nacional de Futebol Profissional (em espanhol: Asociación Nacional de Fútbol Profesional — ANFP), um dos ramos da Federação de Futebol do Chile (em espanhol: Federación de Fútbol de Chile — FFCh), e patrocinada pela Betsson, empresa sueca operadora de jogos de azar.
| Organizadora               | Associação Nacional de Futebol Profissional (ANFP) |
| Patrocinador               | Betsson                                            |
| Nome oficial do campeonato | Campeonato Ascenso Betsson de 2023                 |

### Datas
A temporada regular começou em 10 de fevereiro e terminará em 14/15 de outubro, dias antes do início dos Jogos Panamericanos de Santiago de 2023. O "mata-mata" ("Play-offs" / "Liguilla"), no entanto, ocorrerá durante os Jogos de Santiago de 2023.
| Fase              | Período                                 |
| Temporada regular | 10 de fevereiro — 15 de outubro de 2023 |
| Liguilla          | 6 de novembro — a definir de 2023       |

## Regulamento
A divisão prata do futebol chileno terá o mesmo regulamento da última temporada. Serão 16 equipes disputando o título no sistema de pontos corridos: três pontos por vitória, um por empate e zero por derrota. A competição dará dois acessos à primeira divisão de 2024: um para o campeão da temporada e outro para o vencedor do "mata-mata" do acesso.

### Promoção
A temporada regular será disputada pelos 16 clubes em dois turnos (jogos de ida e volta; turno e returno). Cada time fará 30 jogos, sendo 15 jogos como mandante e outros 15 como visitante. Ao final das 30 rodadas da fase regular, a equipe que terminar na primeira posição será a declarada campeã do "Campeonato de Acesso" e obterá sua vaga na divisão de honra de 2024. Em caso de igualdade de pontos entre dois clubes, o campeão será definido em partida única a ser disputada em campo neutro. Enquanto isso, os clubes que terminarem do segundo ao oitavo lugar se classificarão para um "mata-mata" denominado Liguilla de Ascenso ("Liga de Acesso") pelo segundo acesso à primeira divisão. O "mata-mata" será dividido em três etapas (quartas de final, semifinal e final) e contará com jogos de ida e volta. Vale ressaltar que a tecnologia do VAR será utilizada em toda a Liguilla.

### Rebaixamento
A equipe que terminar na última posição da tabela ao final da fase classificatória, será rebaixada automaticamente para a terceira divisão do Campeonato Chileno de Futebol de 2024.

### Critérios de desempate
Em caso de empate em pontos ganhos entre 2 (dois) ou mais clubes na fase regular, o desempate, para efeito de classificação final, será efetuado observando-se os critérios abaixo:
1. Saldo de gols;
2. Vitórias;
3. Gols pró (marcados);
4. Gols pró (marcados) como visitante;
5. Menos cartões vermelhos;
6. Menos cartões amarelos;
7. Sorteio.[1]

Em caso de empate em pontos ganhos ao final do tempo regulamentar do jogo de volta do "mata-mata", o desempate será efetuado observando-se os critérios abaixo:
1. Saldo de gols;
2. Disputa por pênaltis.[1]

## Fase regular
- Atualização: 15 de outubro de 2023.

| Pos | Equipes                   | Pts | J  | V  | E  | D  | GP | GC | SG  |
| --- | ------------------------- | --- | -- | -- | -- | -- | -- | -- | --- |
| 1º  | Cobreloa                  | 54  | 30 | 16 | 6  | 8  | 41 | 30 | 11  |
| 2º  | Deportes Iquique          | 52  | 30 | 14 | 10 | 6  | 54 | 39 | 15  |
| 3º  | Santiago Wanderers        | 51  | 30 | 14 | 9  | 7  | 37 | 28 | 9   |
| 4º  | Deportes Temuco           | 50  | 30 | 14 | 8  | 8  | 39 | 36 | 3   |
| 5º  | Deportes Antofagasta      | 46  | 30 | 14 | 4  | 12 | 50 | 38 | 12  |
| 6º  | San Luis de Quillota      | 44  | 30 | 12 | 8  | 10 | 43 | 31 | 12  |
| 7º  | Deportes La Serena        | 44  | 30 | 13 | 5  | 12 | 38 | 39 | −1  |
| 8º  | Unión San Felipe          | 41  | 30 | 11 | 8  | 11 | 40 | 34 | 6   |
| 9º  | Barnechea                 | 41  | 30 | 11 | 8  | 11 | 40 | 41 | −1  |
| 10º | San Marcos de Arica       | 40  | 30 | 11 | 7  | 12 | 51 | 52 | −1  |
| 11º | Rangers                   | 36  | 30 | 10 | 6  | 14 | 35 | 47 | −12 |
| 12º | Santiago Morning          | 34  | 30 | 9  | 7  | 14 | 32 | 38 | −6  |
| 13º | Universidad de Concepción | 34  | 30 | 9  | 7  | 14 | 36 | 49 | −13 |
| 14º | Deportes Santa Cruz       | 33  | 30 | 8  | 9  | 13 | 27 | 36 | −9  |
| 15º | Deportes Recoleta         | 30  | 30 | 7  | 9  | 14 | 34 | 43 | −9  |
| 16º | Deportes Puerto Mont      | 30  | 30 | 7  | 9  | 14 | 25 | 41 | −16 |

|  | 0Campeão da segundona. Promovido para a primeira divisão de 2024                                  |
|  | 0Classificado para a semifinal do "mata-mata" pelo segundo acesso para a primeira divisão de 2024 |
|  | 0Classificados para o "mata-mata" pelo segundo acesso para a primeira divisão de 2024             |
|  | 0Rebaixado para a terceira divisão de 2024                                                        |

| Fonte: ANFP (em castelhano) — Soccerway (em português) — AS (em castelhano) — Primera B (em castelhano) |

## Fase eliminatória

### Quartas de final daLiguilla de Ascenso
| Chave | Equipe 1              | Agregado         | Equipe 2              | Jogo 1 | Jogo 2 |
| ----- | --------------------- | ---------------- | --------------------- | ------ | ------ |
| 1     | Santiago Wanderers0   | 3 — 2            | 0Unión San Felipe     | 1 — 2  | 2 — 0  |
| 2     | Deportes Temuco0      | 1 — 1 (3–1 pen.) | 0Deportes La Serena   | 0 — 1  | 1 — 0  |
| 3     | Deportes Antofagasta0 | 2 — 2 (6–5 pen.) | 0San Luis de Quillota | 1 — 1  | 1 — 1  |

| 8 de novembro | Deportes La Serena       | 1 — 0     | Deportes Temuco | La Serena                                   |  |
| 18:00         | - Juan Sánchez Sotelo 3' | Relatório |                 | Estádio: La Portada Árbitro: Juan Sepúlveda |  |

| 9 de novembro | San Luis de Quillota    | 1 — 1     | Deportes Antofagasta    | Quillota                                                   |  |
| 18:00         | - Juan Carlos Gaete 73' | Relatório | - Rodrigo Contreras 21' | Estádio: Bicentenário Lucio Fariña Árbitro: Víctor Abarzúa |  |

| 10 de novembro | Unión San Felipe                            | 2 — 1     | Santiago Wanderers | San Felipe                                                    |  |
| 19:00          | - Josepablo Monreal 48' - Mario Briceño 88' | Relatório | - Ignacio Meza 18' | Estádio: Municipal de São Felipe Árbitro: Diego Flores Seguel |  |

| 14 de novembro | Deportes Antofagasta | 1 — 1     | San Luis de Quillota | Antofagasta                                       |  |
| 18:00          | - Luis Guerra 78'    | Relatório | - Humberto Suazo 74' | Estádio: Calvo y Bascuñán Árbitro: Cristián Garay |  |

| 14 de novembro | Deportes Temuco    | 1 — 0     | Deportes La Serena | Temuco                                         |  |
| 20:30          | - Fabián Núñez 43' | Relatório |                    | Estádio: Germán Becker Árbitro: Fernando Véjar |  |

| 15 de novembro | Santiago Wanderers                         | 2 — 0     | Unión San Felipe | Valparaíso              |  |
| 19:00          | - Joaquín Zeballos 32' - Pablo Heredia 47' | Relatório |                  | Estádio: Elías Figueroa |  |

### Semifinal daLiguilla de Ascenso
| Chave | Equipe 1            | Agregado | Equipe 2              | Jogo 1 | Jogo 2 |
| ----- | ------------------- | -------- | --------------------- | ------ | ------ |
| A     | Deportes Iquique0   | 5 — 2    | 0Deportes Antofagasta | 2 — 2  | 3 — 0  |
| B     | Santiago Wanderers0 | 4 — 2    | 0Deportes Temuco      | 3 — 2  | 1 — 0  |

| 19 de novembro | Deportes Antofagasta                      | 2 — 2     | Deportes Iquique                    | Antofagasta                                    |  |
| 18:00 (UTC−3)  | - Luis Guerra 59' - Rodrigo Contreras 64' | Relatório | - Edson Puch 72' - Joaquín Moya 77' | Estádio: Calvo y Bascuñán Árbitro: José Cabero |  |

| 26 de novembro | Deportes Iquique                                            | 3 — 0     | Deportes Antofagasta | Iquique                                                      |  |
| 18:00 (UTC−3)  | - Bruno Liuzzi 31' - Mathias Pinto 89' - Álvaro Ramos 90+1' | Relatório |                      | Estádio: Tierra de Campeones Árbitro: Felipe González Alveal |  |

| 19 de novembro | Deportes Temuco                             | 2 — 3     | Santiago Wanderers                                            | Temuco                                         |  |
| 18:00 (UTC−3)  | - Germán Estigarribia 78' - Damián Sáez 91' | Relatório | - Jorge Gatica 14' - Juan Ignacio Duma 26' - Jorge Gatica 87' | Estádio: Germán Becker Árbitro: Cristian Garay |  |

| 26 de novembro | Santiago Wanderers      | 1 — 0     | Deportes Temuco | Valparaíso                                      |  |
| 18:00 (UTC−3)  | - Juan Ignacio Duma 68' | Relatório |                 | Estádio: Elías Figueroa Árbitro: Fernando Véjar |  |

### Final daLiguilla de Ascenso
| Chave | Equipe 1          | Agregado         | Equipe 2            | Jogo 1 | Jogo 2 |
| ----- | ----------------- | ---------------- | ------------------- | ------ | ------ |
|       | Deportes Iquique0 | 4 — 4 (3–2 pen.) | 0Santiago Wanderers | 1 — 1  | 3 — 3  |

| 4 de dezembro | Santiago Wanderers             | 1 — 1 | Deportes Iquique   | Valparaíso                                          |  |
| 19:00 (UTC−3) | - Joaquín Pereyra Faggiano 70' |       | - Álvaro Ramos 85' | Estádio: Elías Figueroa Árbitro: Francisco Gilabert |  |

| 10 de dezembro | Deportes Iquique                                                      | 3 — 3 | Santiago Wanderers                                                  | Iquique                                           |  |
| 19:00 (UTC−3)  | - Álvaro Ramos 40' - Ramón Ignacio Fernández 45+4' - Steffan Pino 51' |       | - Jorge Gatica 14' - Carlos Muñoz Rojas 66' - Juan Ignacio Duma 81' | Estádio: Tierra de Campeones Árbitro: José Cabero |  |

## Premiação
| Ascenso Betsson de 2023 Segunda Divisão do Campeonato Chileno de Futebol |
| ------------------------------------------------------------------------ |
| Club de Deportes Cobreloa Campeão (1º título da segunda divisão)         |